# Легка атлетика на літніх Олімпійських іграх 2008 — біг на 3000 метрів з перешкодами (жінки)
Змагання з бігу на 3000 метрів з перешкодами серед жінок на Літніх Олімпійських іграх 2008 у Пекіні проходили 15 та 17 серпня на Пекінському національному стадіоні.

## Медалісти
| Золото                          | Срібло               | Бронза                 |
| Гюльнара Галкіна-Самітова Росія | Юніс Джепкорір Кенія | Катерина Волкова Росія |

## Кваліфікація учасників
Національний олімпійський комітет (НОК) кожної країни мав право заявити для участі у змаганнях не більше трьох спортсменів, які виконали норматив А (9:46,00) у кваліфікаційний період з 1 січня 2007 року по 23 липня 2008 року. Також НОК міг заявити не більше одного спортсмена з тих, хто виконав норматив B (9:55,00) за той же період. Кваліфікаційні нормативи були встановлені ІААФ.

## Рекорди
Дані наведено на початок Олімпійських ігор. 
| Світовий рекорд     | Гюльнара Галкіна-Самітова (Росія)                  | 9:01,59 | Геракліон (Греція) | 4 липня 2004 року |
| Олімпійський рекорд | Вид спорту проводився на Олімпійських іграх вперше | -       |                    |                   |

За підсумками змагань Гюльнара Галкіна-Самітова встановила світовий рекорд і стала першою людиною в історії, яка пробігла цю дистанцію швидше 9 хвилин.

## Змагання

### Перший раунд
Перші чотири спортменки з кожного забігу незалежно від показаного часу автоматично потрапляють у фінал змагань. Також до фіналу потрапляють ще три учасниці, які показали найкращий час серед решти спортсменок.
Використані такі скорочення:
- Q — кваліфікована за місцем у забігу
- q — кваліфікована за часом
- SB — найкращий результат у сезоні
- PB — найкращий результат у кар'єрі
- NR — національний рекорд
- AR — рекорд континенту
- DNS — не вийшла на старт
- DNF — не фінішувала

| Місце | Спортсмен                 | Результат | Примітки |
| ----- | ------------------------- | --------- | -------- |
| 1.    | Гюльнара Галкіна-Самітова | 9:15,17   | Q        |
| 2.    | Рут Босіборі Ньянгау      | 9:19,75   | Q        |
| 3.    | Віолетта Франкевіч        | 9:21,88   | Q, SB    |
| 4.    | Крістіна Касандра         | 9:22,38   | Q, NR    |
| 5.    | Габіба Грибі              | 9:25,50   | q, NR    |
| 6.    | Гелен Клайтероу           | 9:29,14   | NR       |
| 7.    | Чжу Яньмей                | 9:29,63   | PB       |
| 8.    | Ліндсі Андерсон           | 9:36,81   |          |
| 9.    | Мекдес Бекеле             | 9:41,43   |          |
| 10.   | Фіоннуала Бріттон         | 9:43,57   | SB       |
| 11.   | Валентина Гоприніч        | 9:43,95   |          |
| 12.   | Роса Морато               | 9:45,33   |          |
| 13.   | Вікторія Мітчелл          | 9:47,88   |          |
| 14.   | Туркан Ерісміс            | 9:48,54   |          |
| 15.   | Кларіссе Крус             | 9:49,45   |          |
| 16.   | Мінорі Хаякарі            | 9:49,70   |          |
| 17.   | Відад Менділь             | 9:52,35   |          |

| Місце | Спортсмен                 | Результат | Примітки |
| ----- | ------------------------- | --------- | -------- |
| 1.    | Тетяна Петрова            | 9:28,85   | Q        |
| 2.    | Ройзін МакГеттіган        | 9:28,92   | Q, SB    |
| 3.    | Дженніфер Баррінджер      | 9:29,20   | Q        |
| 4.    | Сулема Фуентес-Піла       | 9:29,40   | Q, PB    |
| 5.    | Джессіка Аугусту          | 9:30,23   |          |
| 6.    | Анчута Бобочел            | 9:35,31   |          |
| 7.    | Софі Дуарте               | 9:38,08   |          |
| 8.    | Софія Ассефа              | 9:47,02   |          |
| 9.    | Муна Дурка                | 9:53,09   |          |
| 10.   | Верле Деєгере             | 9:54,65   |          |
| 11.   | Гананія Угадду            | 9:56,41   |          |
| 12.   | Вероніка Ньяруай Ванджіру | 10:01,69  |          |
| 13.   | Оксана Журавель           | 10:04,38  |          |
| 14.   | Аслі Чакір                | 10:05,76  |          |
| 15.   | Іріні Коккінаріу          | 10:22,39  |          |
| 16.   | Чжао Яньні                | 10:36,77  |          |
|       | Мардрі Гайман             | DNF       |          |

| Місце | Спортсмен           | Результат | Примітки |
| ----- | ------------------- | --------- | -------- |
| 1.    | Юніс Джепкорір      | 9:21,31   | Q        |
| 2.    | Марта Домінгес      | 9:22,11   | Q        |
| 3.    | Катерина Волкова    | 9:23,06   | Q        |
| 4.    | Земзем Ахмед        | 9:25,63   | Q, PB    |
| 5.    | Єлена Романолі      | 9:27,48   | q, NR    |
| 6.    | Анна Віллард        | 9:28,52   | q        |
| 7.    | Антьє Мельднер      | 9:29,86   | NR       |
| 8.    | Раса Троуп          | 9:30,21   | NR       |
| 9.    | Донна Макфарлейн    | 9:32,05   |          |
| 10.   | Сара Морейра        | 9:34,39   |          |
| 11.   | Катажина Ковальська | 9:47,02   |          |
| 12.   | Барбара Паркер      | 9:51,93   |          |
| 13.   | Лі Чженьчжу         | 10:04,05  |          |
| 14.   | Інна Полушкіна      | 10:18,60  |          |
|       | Корін Гіндс         | DNF       |          |
|       | Добринка Шаламанова | DNF       |          |
|       | Зенаїде Вієйра      | DNF       |          |

### Фінал
| Місце | Спортсмен                 | Результат | Примітки |
| ----- | ------------------------- | --------- | -------- |
| 1.    | Гюльнара Галкіна-Самітова | 8:58,81   | WR       |
| 2.    | Юніс Джепкорір            | 9:07,41   | AR       |
| 3.    | Катерина Волкова          | 9:07,64   | SB       |
| 4.    | Тетяна Петрова            | 9:12,33   | SB       |
| 5.    | Крістіна Касандра         | 9:16,85   | NR       |
| 6.    | Рут Босіборі Ньянгау      | 9:17,35   | PB       |
| 7.    | Земзем Ахмед              | 9:17,85   | NR       |
| 8.    | Віолетта Франкевіч        | 9:21,76   | SB       |
| 9.    | Дженніфер Баррінджер      | 9:22,26   | AR       |
| 10.   | Анна Віллард              | 9:26,53   |          |
| 11.   | Єлена Романолі            | 9:30,04   |          |
| 12.   | Сулема Фуентес-Піла       | 9:35,16   |          |
| 13.   | Габіба Грибі              | 9:36,43   |          |
| 14.   | Ройзін МакГеттіган        | 9:55,89   |          |
|       | Марта Домінгес            | DNF       |          |